# Candil
Un candil (del árabe hispánico قَنديل , qandíl, y este del latín: candēla, "vela") es un recipiente o primitiva lámpara fabricada de diferentes materiales y usado para alumbrar. Los modelos tradicionales, a partir de la lucerna de la Antigüedad, evolucionaron hacia los típicos objetos metálicos con un pico alargado y un mango a cuyo extremo se unía una varilla de hierro rizada para poder colgarlo. Dentro de él se ponía otro más pequeño o candileja, que servía de depósito para el aceite. El ingenio se completaba con una mecha o torcida de algodón o lienzo cuya punta salía por el pico y es la que encendida ardía y daba luz. 
Se conocen candiles desde el siglo X a. C., y fueron los instrumentos habituales de iluminación hasta que en el siglo XVIII el candil fue reemplazado por la lámpara de Argand (inventada y patentada en el año 1780 por Aimé Argand), que a su vez sería reemplazada por la lámpara de queroseno, y así hasta la llegada de la electricidad.

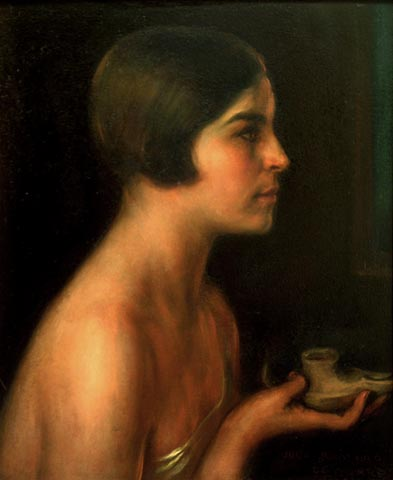
La niña del candil de Julio Romero de Torres (1928).

## Uso y tipología
Las lámparas de aceite (candiles) fueron utilizados no sólo para la iluminación de las casas y lugares de trabajo, sino también para fines funerarios y votivos en templos e iluminación de los edificios públicos. 
Arqueológicamente en la capa de la Edad Media de la península ibérica, tanto en entornos andalusíes como cristianos, se han encontrado como objetos cotidianos, preferentemente con decoración geométrica, de sogueado o lineal en ámbitos domésticos como, entre otros, en almacenes, cocinas, alcobas, letrinas o patios y en ámbitos de los cementerios, donde probablemente se emplearía para realizar determinados ritos nocturnos.
Principalmente entre los islámicos tiene un importante valor simbólico al proporcionar la luz, que representa el bien y el poder sobre la noche y como atributo de la fe del creyente para seguir la luz de Alá: "Alá es la luz de los cielos y la tierra. Su luz es como una hornacina en la que hay una lámpara."(Sura 24 del Corán).
Según algunos estudios arqueológico, en ocasiones el diseño de las lámparas representa el sistema reproductivo femenino. Así, por ejemplo, algunos candiles indios de bronce representan a los genitales masculinos junto con un útero simbolizando la luz 'origen de la vida'.[cita requerida]
Estas lámparas de aceite se fabricaron en arcilla, oro, bronce, plata, piedra, cobre y hojalata. El tamaño habitual de un candil de terracota es de 7-10 cm de largo y 3 cm de profundidad, con las paredes de un grosor de alrededor de 0,5 cm. Las lámparas con más de una boquilla suelen ser más grandes en tamaño.
La tipología más tradicional del candil de piquera de aceite se caracteriza por tener varias partes principales: "embudo" o "gollete" para verter el aceite, "cazoleta" o depósito del aceite, "piquera", donde se coloca la mecha y "asa", para sujeción y transporte.

## Combustible
El principal combustible empleado en los candiles de las naciones occidentales fue el aceite de oliva, aunque también se han empleado extractos de pescado, aceite de pescado, nueces (frutos secos), así como también plantas y las exudaciones de petróleo crudo. 
Ya en el siglo X el erudito persa Al-Razi describió la destilación del petróleo para obtener aceite de alumbrado en su Libro de los secretos (Kitab al-Asrar).
En algunos casos se ha llegado a emplear el aceite de ricino que se sabe fue utilizado por los antiguos egipcios. En la India se empleaban como combustible el aceite de sésamo, de cacahuete (maní) y de mostaza.

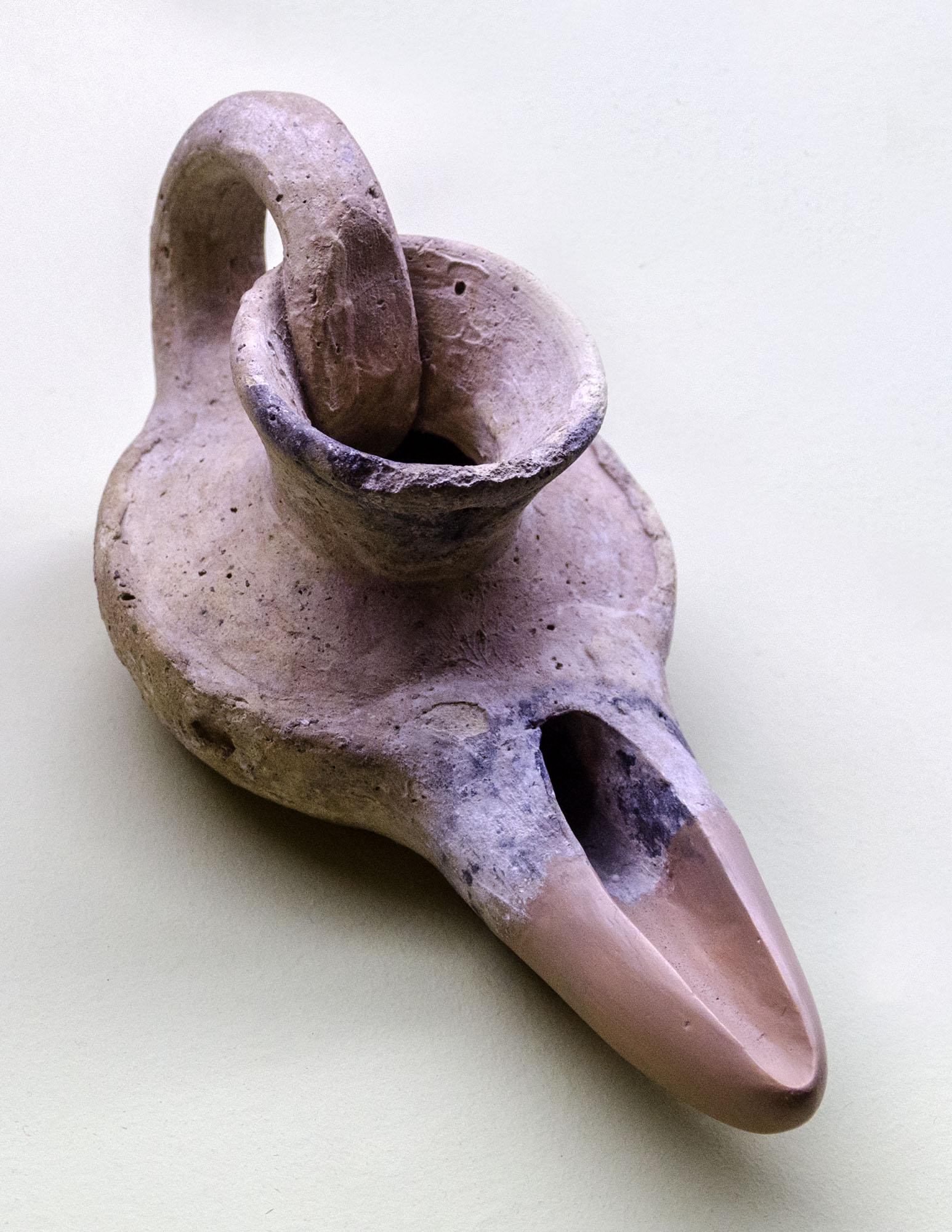
Candil del periodo califal
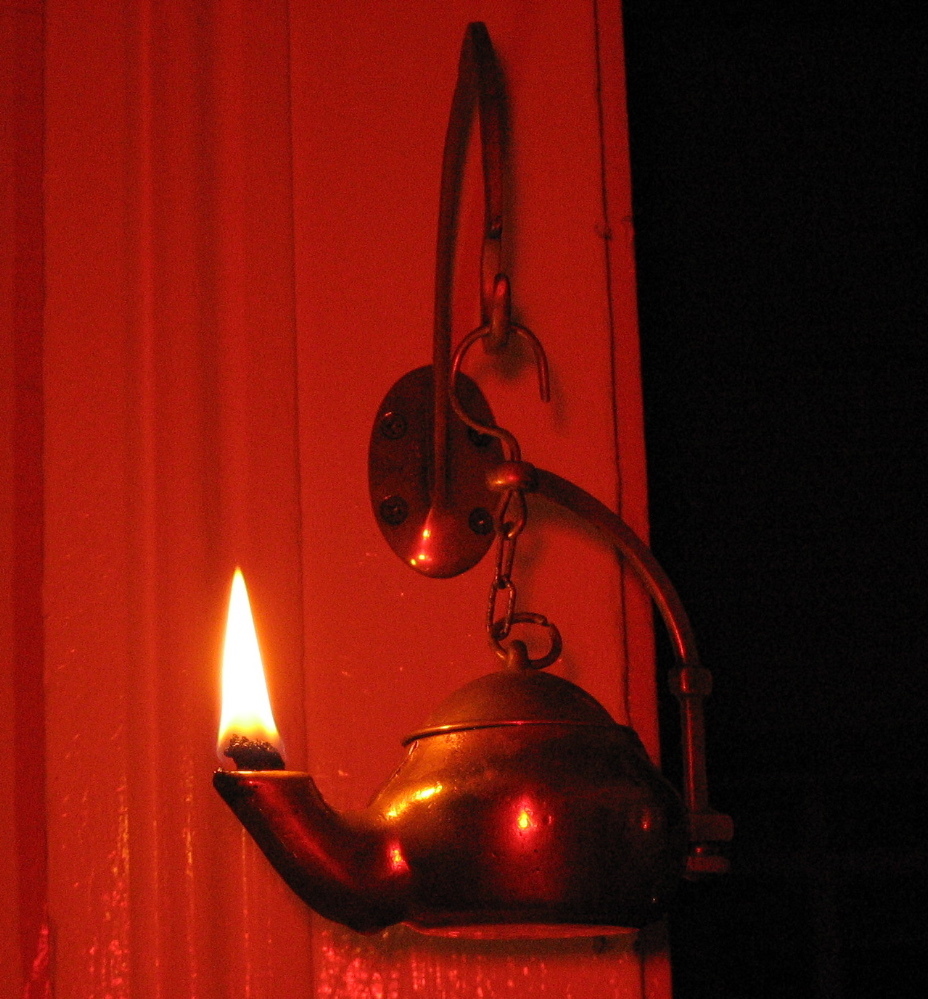
Candil de latón
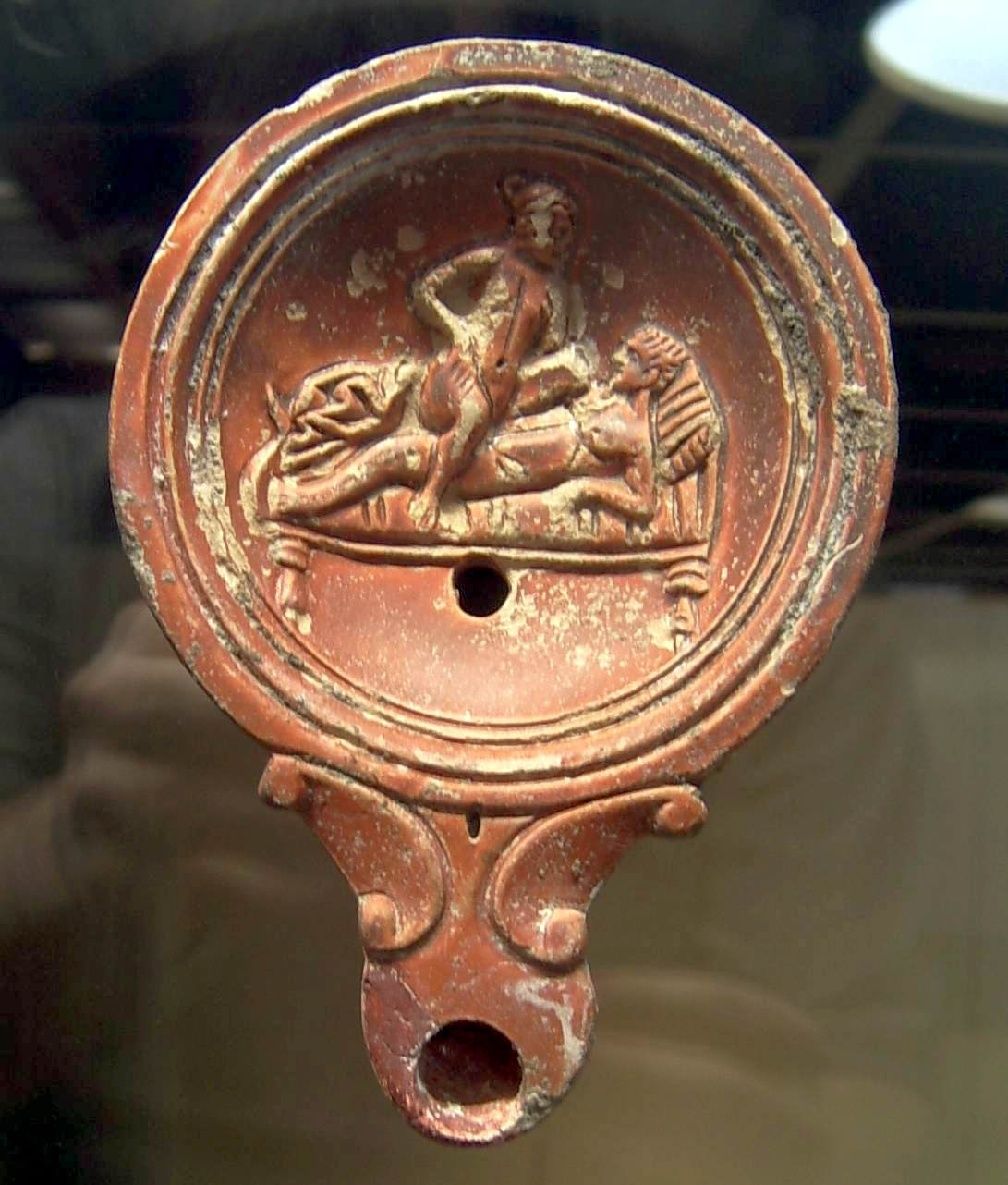
Lucerna romana
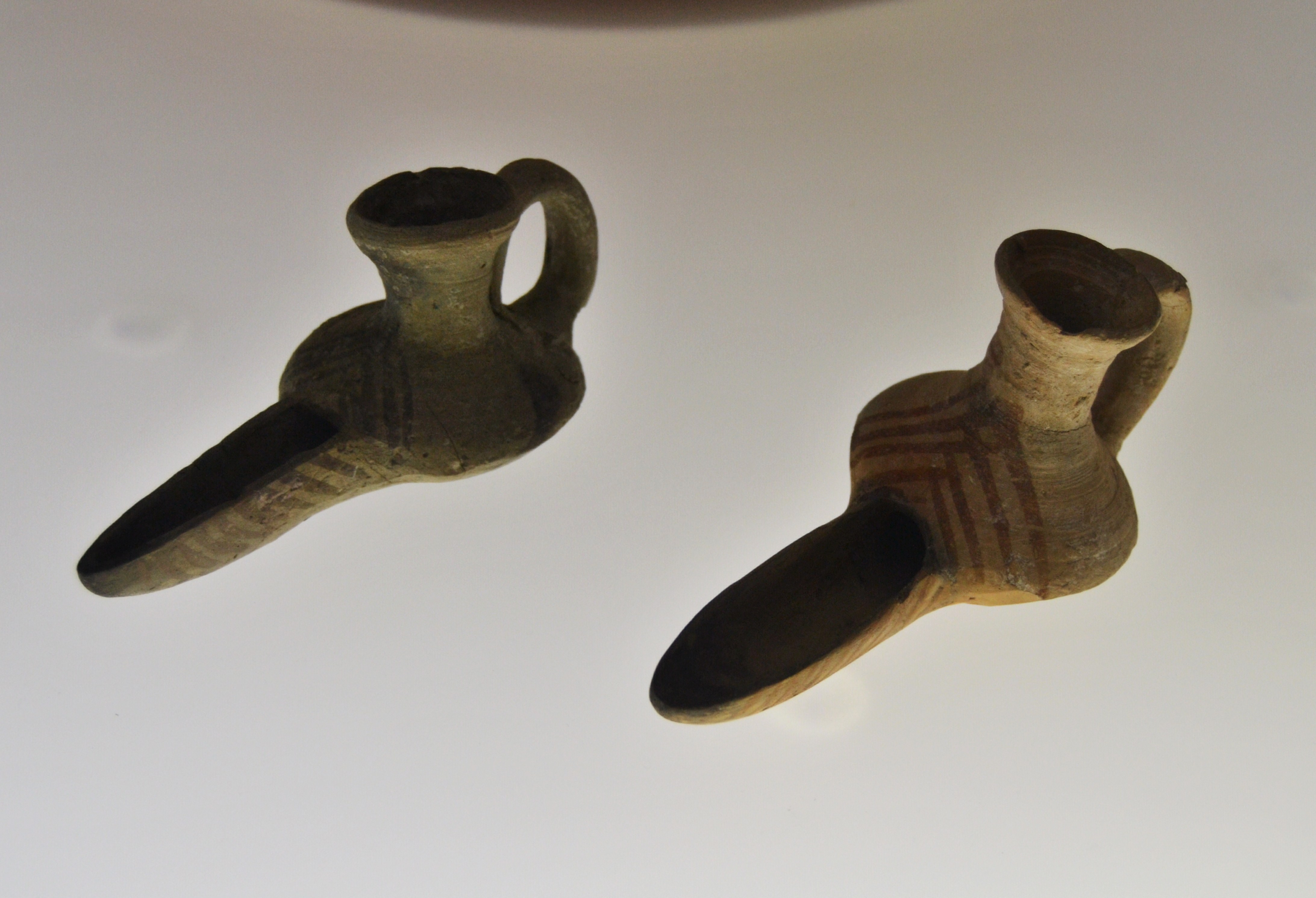
Candiles de piquera andalusíes.